# Olympische Sommerspiele 1896/Gerätturnen – Ringe (Männer)
Der Turnwettkampf an den Ringen der Männer bei den Olympischen Spielen 1896 in Athen wurde am 9. April im Panathinaiko-Stadion ausgetragen.
Es war der fünfte Turnwettkampf der Spiele, an diesem gingen 15 Athleten aus 5 Nationen an den Start. Olympiasieger wurde der Grieche Ioannis Mitropoulos, vor dem Deutschen Hermann Weingärtner, der seine insgesamt fünfte Medaille gewinnen konnte. Den dritten Platz belegte Petros Persakis aus Griechenland. Welcher Athlet den vierten Rang belegte ist nicht überliefert, eventuell einer der unten aufgelisteten Athleten ohne Platzierung.

## Ergebnisse
| Rang | Athlet              | Nation          |
| ---- | ------------------- | --------------- |
| 1    | Ioannis Mitropoulos | Griechenland    |
| 2    | Hermann Weingärtner | Deutsches Reich |
| 3    | Petros Persakis     | Griechenland    |
| 4    | unbekannt           | unbekannt       |
| 5    | Carl Schuhmann      | Deutsches Reich |
| ?    | Conrad Böcker       | Deutsches Reich |
| ?    | Alfred Flatow       | Deutsches Reich |
| ?    | Gustav Flatow       | Deutsches Reich |
| ?    | Dezső Wein          | Ungarn          |